# Aleksander Piekarski
Aleksander Piekarski vel Antoni Czajkowski, pseud.: Turkuć, Strona (ur. 31 marca 1914 w Konstantynówce, zm. 7 lutego 1978 w Krakowie) – podoficer Wojska Polskiego, oficer Polskich Sił Zbrojnych na Zachodzie i Armii Krajowej, kapitan artylerii, cichociemny.

## Życiorys
Po ukończeniu Państwowego Gimnazjum im. Stanisława Staszica w Szczakowej zdał tam maturę w 1933 roku. W latach 1935–1936 uczył się na Dywizyjnym Kursie Podchorążych Rezerwy Piechoty przy 5 pułku strzelców podhalańskich w Przemyślu.
Ukończył 3-letnie studium techniczne i od 1937 roku pracował jako laborant w hucie szkła w Szczakowej.
We wrześniu 1939 roku służył w 3 Samodzielnym Dywizjonie Artylerii Przeciwlotniczej. Przekroczył granicę polsko-rumuńską 18 września 1939 roku. W listopadzie dotarł do Francji, gdzie został skierowany do Ośrodka Artylerii Przeciwlotniczej w Saint-Nazaire. W czerwcu 1940 roku dostał się do Wielkiej Brytanii, gdzie został przydzielony do 1 baterii 1 Dywizjonu Artylerii Przeciwlotniczej.
Po przeszkoleniu w zakresie dywersji został zaprzysiężony 3 marca 1943 roku w Oddziale VI Sztabu Naczelnego Wodza i przeniesiony do Głównej Bazy Przerzutowej w Brindisi we Włoszech. Zrzutu dokonano w nocy z 12 na 13 kwietnia 1944 roku w ramach operacji „Weller 3” dowodzonej przez kpt. naw. Stanisława Daniela (zrzut na placówkę „Wieszak” położoną 14 km na południowy wschód od Mińska Mazowieckiego). Po aklimatyzacji w Warszawie dostał w czerwcu 1944 roku przydział do Obwodu Białystok Powiat Inspektoratu Białostockiego Okręgu Białystok AK na stanowisko II zastępcy komendanta Obwodu ds. szkolenia i dywersji, m.in. prowadził szkolenia batalionu partyzanckiego „Hańcza”, uczestnicząc z nim w akcjach dywersyjnych, m.in.:
- zorganizował i pokierował akcją likwidacji niemieckiej radiostacji polowej pod Surażem,
- uczestniczył w likwidacji 2 czteroosobowych patroli Bahnschutzu strzegących linii kolejowej Białystok–Wasilki.

W połowie sierpnia został aresztowany przez NKWD. Przebywał w aresztach i więzieniach w Białymstoku i Wołkowysku, w łagrach w Diagilewie koło Riazania i w Czerepowcu. 4 listopada 1947 roku wrócił do Polski. Później był prześladowany i aresztowany przez UB.
Pracował kolejno w: Towarzystwie Exportowo-Importowym „Polimex” (1948–1949), Przedsiębiorstwie „Metalexport” (1949–1950) jako kierownik sekcji odlewów i urządzeń sanitarnych, Krakowskich Kamieniołomach Drogowych (1951), Związku Spółdzielni Rzemieślniczych (1951) jako kierownik działu zaopatrzenia, Związku Branżowym Spółdzielni Chemicznych (1952) na stanowisku kierownika działu zbytu, Centralnym Urzędzie Gospodarki Materiałowej (1953–1956) jako naczelnik krakowskiej delegatury Wydziału Państwowej Inspekcji Gospodarki Materiałowej, Rzemieślniczej Spółdzielni Zaopatrzenia i Zbytu „Metalowcy” (1956–1970) jako kierownik działu zaopatrzenia. W 1970 roku przeszedł na rentę.

## Awanse
- sierżant podchorąży – 1936
- porucznik – 1 stycznia 1943
- kapitan –

## Odznaczenia
- Krzyż Srebrny Orderu Wojennego Virtuti Militari
- Krzyż Walecznych.

## Życie rodzinne
Aleksander Piekarski był synem Jana, majstra w hucie szkła, i Anny z domu Oliferko.
Ożenił się w 1948 roku z Antoniną Rosenstock (ur. 1921). Mieli dwie córki: Joannę (ur. 1949), późniejszą Pietrzykowską, i Olgę (ur. 1955), późniejszą Druszkiewicz.